# Fleur froide
Albums de Tayc
Héritage
(2024)
Singles
1. N'y pense plus
Sortie : 19 juin 2020
2. Ride (feat. Leto)
Sortie : 16 octobre 2020
3. Comme toi
Sortie : 1er décembre 2020
4. Parle-moi
Sortie : 19 janvier 2021
5. Le Temps
Sortie : 26 février 2021
6. Dis-moi comment
Sortie : 9 juillet 2021
7. Dodo
Sortie : 23 novembre 2021
8. Dodo (Adekunle Gold Version)
Sortie : 12 avril 2022
9. Donne-le moi
Sortie : 26 avril 2022
10. Sans effet
Sortie : 6 mai 2022
11. No No No (feat. Jason Derulo)
Sortie : 26 août 2022
12. Nue
Sortie : 19 novembre 2022

Fleur froide est le premier album studio du chanteur français Tayc sorti le 4 décembre 2020 sur le label Bendo Music, Play Two & H24 Music de Barack.

## Historique
Le 19 juin 2020, il sort son nouveau single N'y pense plus, premier extrait de son nouvel album. Il est certifié single de diamant en France.
Le deuxième single, Ride en featuring avec Leto, sort le 16 octobre 2020 et est certifié single d'or en France, suivi du troisième extrait, intitulé Comme toi, sorti le 1er décembre 2020 et certifié platine en France.
L'album sort le 4 décembre 2020, il est en collaboration avec Christine and the Queens, Tiwa Savage, Camille Lellouche et Leto.
La chanson Parle-moi devient officiellement le quatrième single accompagné d'un clip, le 19 janvier 2021.
Son nouveau single, Le Temps sort le 26 février 2021 et est certifié single de diamant en France.
Il dévoile Dis-moi comment le 9 juillet 2021 et est certifié single d'or en France.
Il sort le chapitre 2 de l'album le 19 novembre 2021, intitulé Fleur froide - Second état : la cristallisation en featuring avec Gazo, Soprano, Tiakola, Franglish, MHD, Fally Ipupa et Leto.
Il dévoile le clip de Dodo le 23 novembre 2021. Le titre est certifié single de platine en France. Un remix avec Adekunle Gold est sorti le 12 avril 2022. Il sort le clip de Donne le moi le 26 avril 2022.
Il dévoile son nouveau single Sans effet le 6 mai 2022, accompagné d'un clip sorti le 26 juillet 2022. Le titre est certifié single d'or en France.
Le 26 août 2022, il sort son nouveau single intitulé No No No en featuring avec Jason Derulo accompagné d'un clip.
Le 13 octobre 2022, est dévoilé Salomé en collaboration avec Marcus, extrait de la bande originale de la mini-série Christmas Flow et de l'album Fleur froide.
Il sort le clip de Ma famille le 25 octobre 2022, rendant hommage à son public.
Le 19 novembre 2022, Tayc sort le clip de Nue.
Le 6 décembre 2022, Tayc sort un nouveau single, Anogo accompagné d'un clip.

## Liste des pistes
| Édition standard | Édition standard                               | Édition standard                                 | Édition standard | Édition standard | Édition standard | Édition standard | Édition standard | Édition standard | Édition standard |
| No               | Titre                                          | Compositeur(s)                                   | Durée            |                  |                  |                  |                  |                  |                  |
| ---------------- | ---------------------------------------------- | ------------------------------------------------ | ---------------- | ---------------- | ---------------- | ---------------- | ---------------- | ---------------- | ---------------- |
| 1.               | Cette vie                                      | BlackDoe                                         | 3:54             |                  |                  |                  |                  |                  |                  |
| 2.               | Vrai OG                                        | Josh                                             | 3:27             |                  |                  |                  |                  |                  |                  |
| 3.               | Le miel                                        | Nyadjiko                                         | 3:59             |                  |                  |                  |                  |                  |                  |
| 4.               | Haine colorée (feat. Christine and the Queens) | Nyadjiko                                         | 3:30             |                  |                  |                  |                  |                  |                  |
| 5.               | N'y pense plus                                 | Nyadjiko                                         | 3:32             |                  |                  |                  |                  |                  |                  |
| 6.               | Comme toi                                      | Yannick Péraste                                  | 2:55             |                  |                  |                  |                  |                  |                  |
| 7.               | Vous deux                                      | Nyadjiko                                         | 3:44             |                  |                  |                  |                  |                  |                  |
| 8.               | Baby papa                                      | Seysey                                           | 3:13             |                  |                  |                  |                  |                  |                  |
| 9.               | African Sugar (feat. Tiwa Savage)              | Nyadjiko                                         | 3:28             |                  |                  |                  |                  |                  |                  |
| 10.              | Qui                                            | DSK                                              | 3:46             |                  |                  |                  |                  |                  |                  |
| 11.              | Better                                         | BlackDoe                                         | 2:33             |                  |                  |                  |                  |                  |                  |
| 12.              | J'ai mal                                       | Nyadjiko                                         | 3:14             |                  |                  |                  |                  |                  |                  |
| 13.              | Et si (feat. Camille Lellouche)                | Nyadjiko                                         | 3:24             |                  |                  |                  |                  |                  |                  |
| 14.              | Mieux                                          | Nyadjiko                                         | 4:22             |                  |                  |                  |                  |                  |                  |
| 15.              | 5 ans                                          | Yannick Péraste                                  | 2:49             |                  |                  |                  |                  |                  |                  |
| 16.              | Parle-moi                                      | BlackDoe                                         | 3:03             |                  |                  |                  |                  |                  |                  |
| 17.              | Toxic Boy                                      | Yannick Péraste, Kelyan Horth, Franck-Cliff Jean | 3:33             |                  |                  |                  |                  |                  |                  |
| 18.              | Ride (feat. Leto)                              | Nyadjiko                                         | 3:20             |                  |                  |                  |                  |                  |                  |
| 1:01:46          |                                                |                                                  |                  |                  |                  |                  |                  |                  |                  |

### Rééditions
| 1. | Le Temps         | Tayc, Nyadjiko                    | 3:17 |
| 2. | Dis-moi comment. | Nyadjiko                          | 3:31 |
| 3. | Passion          | Tayc, Nyadjiko                    | 3:27 |
| 4. | Redzone          | Tayc, Nyadjiko                    | 3:26 |
| 5. | Umbrella         | Tayc, WiloWbeatz, Yannick Péraste | 2:50 |

| Fleur froide - Second état : la cristallisation | Fleur froide - Second état : la cristallisation    | Fleur froide - Second état : la cristallisation   | Fleur froide - Second état : la cristallisation | Fleur froide - Second état : la cristallisation | Fleur froide - Second état : la cristallisation | Fleur froide - Second état : la cristallisation | Fleur froide - Second état : la cristallisation | Fleur froide - Second état : la cristallisation | Fleur froide - Second état : la cristallisation |
| No                                              | Titre                                              | Compositeur(s)                                    | Durée                                           |                                                 |                                                 |                                                 |                                                 |                                                 |                                                 |
| ----------------------------------------------- | -------------------------------------------------- | ------------------------------------------------- | ----------------------------------------------- | ----------------------------------------------- | ----------------------------------------------- | ----------------------------------------------- | ----------------------------------------------- | ----------------------------------------------- | ----------------------------------------------- |
| 1.                                              | Nue                                                | Major Blvck, MK10 On The Beat, Mr Behi            | 2:54                                            |                                                 |                                                 |                                                 |                                                 |                                                 |                                                 |
| 2.                                              | OG Wifey                                           | Kelyan Horth, Yannick Péraste                     | 3:02                                            |                                                 |                                                 |                                                 |                                                 |                                                 |                                                 |
| 3.                                              | 6.4                                                | Yannick Péraste                                   | 3:22                                            |                                                 |                                                 |                                                 |                                                 |                                                 |                                                 |
| 4.                                              | Donne-le moi                                       | BlackDoe                                          | 3:44                                            |                                                 |                                                 |                                                 |                                                 |                                                 |                                                 |
| 5.                                              | Combleuse de rêves (feat. Soprano)                 | Yannick Péraste, Nyadjiko                         | 2:58                                            |                                                 |                                                 |                                                 |                                                 |                                                 |                                                 |
| 6.                                              | Dodo                                               | BlackDoe                                          | 2:59                                            |                                                 |                                                 |                                                 |                                                 |                                                 |                                                 |
| 7.                                              | Pas comme ça (feat. Tiakola)                       | MK10 On The Beat, Mr Behi                         | 2:58                                            |                                                 |                                                 |                                                 |                                                 |                                                 |                                                 |
| 8.                                              | Hadja                                              | BlackDoe                                          | 3:17                                            |                                                 |                                                 |                                                 |                                                 |                                                 |                                                 |
| 9.                                              | Black Card (feat. Franglish & MHD)                 | Nyadjiko                                          | 3:14                                            |                                                 |                                                 |                                                 |                                                 |                                                 |                                                 |
| 10.                                             | Leak (feat. Leto)                                  | Nyadjiko                                          | 3:21                                            |                                                 |                                                 |                                                 |                                                 |                                                 |                                                 |
| 11.                                             | Bon & mauvais (feat. Gazo)                         | Kayson, Yirfah, Fabio DMS                         | 3:38                                            |                                                 |                                                 |                                                 |                                                 |                                                 |                                                 |
| 12.                                             | Ma famille                                         | Nathanaël Watto                                   | 3:06                                            |                                                 |                                                 |                                                 |                                                 |                                                 |                                                 |
| 13.                                             | Suis-moi (feat. Fally Ipupa)                       | Florian Fourlin, Nyadjiko                         | 3:06                                            |                                                 |                                                 |                                                 |                                                 |                                                 |                                                 |
| 14.                                             | Pardon                                             | Emmanuel Agyepong, Hailé Jno-Baptiste, WiloWbeatz | 4:11                                            |                                                 |                                                 |                                                 |                                                 |                                                 |                                                 |
| 15.                                             | Salomé (feat. Marcus)                              | Nyadjiko                                          | 2:52                                            |                                                 |                                                 |                                                 |                                                 |                                                 |                                                 |
| 16.                                             | Dodo [Adekunle Gold Version] (feat. Adekunle Gold) | BlackDoe                                          | 2:59                                            |                                                 |                                                 |                                                 |                                                 |                                                 |                                                 |
| 17.                                             | Sans effet                                         | BlackDoe, Nyadjiko, Nate Keys                     | 2:40                                            |                                                 |                                                 |                                                 |                                                 |                                                 |                                                 |
| 18.                                             | No No No (feat. Jason Derulo)                      | Starow, Jlhn Makabi                               | 2:35                                            |                                                 |                                                 |                                                 |                                                 |                                                 |                                                 |
| 19.                                             | Anogo                                              |                                                   | 3:10                                            |                                                 |                                                 |                                                 |                                                 |                                                 |                                                 |
| 2:18:00                                         |                                                    |                                                   |                                                 |                                                 |                                                 |                                                 |                                                 |                                                 |                                                 |

## Clips vidéo
- N'y pense plus : 19 juin 2020
- Ride (feat. Leto) : 23 octobre 2020[17]
- Comme toi : 1er décembre 2020
- Parle-moi : 19 janvier 2021
- Le Temps : 2 mars 2021
- Dis-moi comment : 20 juillet 2021
- Dodo : 23 novembre 2021
- Donne-le moi : 26 avril 2022
- Sans effet : 26 juillet 2022
- No No No (feat. Jason Derulo) : 26 août 2022
- Ma famille : 25 octobre 2022
- Nue : 19 novembre 2022
- Anogo : 6 décembre 2022

## Titres certifiés en France
- N'y pense plus  Diamant[18]
- Le Temps  Diamant[19]
- Dis-moi comment  Platine[20]
- Dodo  Platine[21]
- Pas comme ça (feat. Tiakola)  Diamant[22]
- Ride (feat. Leto)  Platine[23]
- Comme toi  Diamant[24]
- Sans effet  Platine[25]
- Salomé (feat. Marcus)  Platine[26]
- Qui  Diamant[27]
- Le miel  Or[28]

## Accueil commercial
L'album s'écoule à 9 492 exemplaires en première semaine.

## Classements et certifications

### Classements
| Classements (2020-2021)      | Meilleure position |
| ---------------------------- | ------------------ |
| France (SNEP)                | 3                  |
| Belgique (Wallonie Ultratop) | 6                  |
| Belgique (Flandre Ultratop)  | 33                 |
| Suisse (Schweizer Hitparade) | 13                 |

| Classements (2020)           | Position |
| ---------------------------- | -------- |
| France (SNEP)                | 186      |
| Classements (2021)           | Position |
| France (SNEP)                | 35       |
| Belgique (Wallonie Ultratop) | 62       |

### Certification
| Région        | Certification | Ventes/Streams |
| ------------- | ------------- | -------------- |
| France (SNEP) | Diamant       | 500 000        |

## Historique de sortie
| Région | Versions de l'album                             | Date de sortie   |
| ------ | ----------------------------------------------- | ---------------- |
| Monde  | Édition standard                                | 4 décembre 2020  |
| Monde  | DMC                                             | 8 juillet 2021   |
| Monde  | Fleur froide - Second état : la cristallisation | 19 novembre 2021 |